# Anna Fontcuberta i Morral
Anna Fontcuberta i Morral (Caldas de Montbuy, 5 de mayo de 1975) es la presidenta de la École Polytechnique Fédérale de Lausanne (EPFL), en Suiza. Es una física y científica de materiales española y suiza. Su investigación se centra en la nanotecnología aplicada a la producción de células solares y tecnologías cuánticas. Es profesora titular en la École Polytechnique Fédérale de Lausanne y jefa del Laboratorio de Materiales Semiconductores.

## Trayectoria
Fontcuberta i Morral estudió física en la Universidad de Barcelona y se licenció en 1997. Al año siguiente obtuvo un diploma (Diplôme d'Etudes Approfondis, DEA) en ciencias de los materiales de la Université Sorbonne Paris Nord . Como estudiante de posgrado se unió al grupo de Pere Roca i Cabarrocas en la Ecole Polytechnique en Palaiseau, Francia, y se graduó en 2001 con un doctorado de un estudio de silicio polimorfo. Posteriormente fue al Instituto de Tecnología de California para trabajar como becaria postdoctoral con Harry A. Atwater .
En 2003, pasó a ser investigadora permanente en el Centro Nacional Francés de Investigación Científica en la École Polytechnique. De 2004 a 2005 fue científica visitante en el Instituto de Tecnología de California. Durante ese tiempo, cofundó la empresa emergente Aonex Technologies especializada en capas en la producción de células solares de unión múltiple. Patrocinada por una Beca de Excelencia Marie Curie, se convirtió en líder de equipo en el Instituto Walter Schottky de la Universidad Técnica de Munich en 2005, donde también se capacitó en física en 2009.
En 2008, se unió al Instituto de Ciencia e Ingeniería de Materiales de la Escuela Politécnica Federal de Lausana (EPFL) primero como profesora Asistente, y en 2014, fue promovida como profesora Asociada. Es la fundadora y directora del Laboratorio de Materiales Semiconductores.

## Investigación
Fontcuberta i Morral trabaja en los límites de la física, la ciencia de los materiales y la ingeniería, y se centra en la ciencia cuántica, la producción de energía renovable y el diseño de materiales sostenible. Sus proyectos de investigación tienen como objetivo la síntesis y caracterización de nanoestructuras semiconductoras y, en particular, nanohilos para su aplicación en nuevos sistemas nanoelectrónicos, nanofotónicos y sensores bioquímicos. Estudia materiales basados en silicio y semiconductores basados entre otros en III- Arsénico y III- Antimonio .

## Premios y reconocimientos
- En 2012, recibió el premio de la Fundación Rodolphe y Renée Haenny de EPFL.[18]
- En 2015, fue galardonada con la Distinción Emmy Noether de la Sociedad Europea de Física por "mujeres físicas notables".[7]

- En 2024 recibió el Premio Internacional FEDEPE en la XXXIII edición, en reconocimiento a su carrera científica y su contribución al liderazgo femenino a nivel global, otorgado por La Federación Española de Mujeres Directivas, Ejecutivas, Profesionales y Empresarias. [19]

## Trabajos seleccionados
- Krogstrup, Peter; Jørgensen, Henrik Ingerslev; Heiss, Martin; Demichel, Olivier; Holm, Jeppe V.; Aagesen, Martin; Nygard, Jesper; Fontcuberta i Morral, Anna (2013). «Single-nanowire solar cells beyond the Shockley–Queisser limit». Nature Photonics 7 (4): 306-310. Bibcode:2013NaPho...7..306K. arXiv:1301.1068. doi:10.1038/nphoton.2013.32.